# Azydotymidyna
Azydotymidyna (AZT, zydowudyna; 3'-azydo-3'-deoksytymidyna, Zidovudinum) – organiczny związek chemiczny, pochodna tymidyny, w której grupa hydroksylowa w pozycji 3' zastąpiona jest grupą azydową. Stosowana jako lek antyretrowirusowy, zwłaszcza do zwalczania zakażeń wirusem HIV (zespół nabytego niedoboru odporności, AIDS).
AZT to tzw. nukleozydowy inhibitor odwrotnej transkryptazy. Działanie leku polega na przerwaniu procesu replikacji wirusa HIV w zainfekowanej komórce. AZT blokuje syntezę łańcucha DNA na matrycy wirusowego RNA i tym samym spowalnia postęp skutków zakażenia.
Długotrwałe podawanie leku przedłuża życie zakażonym, w czasie terapii poprawie ulega ich samopoczucie, zwiększa się liczba limfocytów. Lek jest skuteczny w otępieniu. Nie jest jednak wolny od działań niepożądanych, może spowodować ciężką niedokrwistość i niewydolność szpiku kostnego z neutropenią i trombocytopenią, a także miopatie oraz zmiany skórne. Stosowany długotrwale, już nawet po 6 miesiącach, powoduje powstanie oporności na AZT, wyrażającą się rozwojem mutantów HIV.
Jedną z metod syntezy AZT jest przeprowadzenie tymidyny (1) w pochodną 2,3'-anhydro z zablokowaną grupą 5'-OH (2) z wykorzystaniem reakcji Mitsunobu. Związek ten poddaje się następnie reakcji z azydkiem litu z wytworzeniem pochodnej AZT (3) i usuwa blokującą grupę estrową w pozycji 5' poprzez metanolizę, co daje docelowy produkt (4):
Produkcję leku rozpoczęto w 1987 roku. Początkowo AZT stosowano jako pojedynczy lek. Główną wadą takiej terapii była szybko rozwijająca się lekooporność i rozwój szczepów zdolnych do namnażania w obecności AZT. Zwiększanie dawek leku nasilało działania niepożądane przy jedynie niewielkim wzroście skuteczności.
W połowie lat 90. wprowadzono terapię wielolekową polegającą na przyjmowaniu przez pacjenta jednocześnie nie mniej niż trzech leków antyretrowirusowych z trzech grup: nukleozydowych inhibitorów odwrotnej transkryptazy (np. AZT), nienukleozydowych inhibitorów odwrotnej transkryptazy oraz inhibitorów proteazy.
W leczeniu innych zakażeń AZT kojarzy się też z innymi lekami przeciwwirusowymi, takimi jak np. acyklowir, foskarnet lub interferon.

## Działania niepożądane
- początkowy etap terapii: nudności, bóle głowy
- często: uszkodzenie szpiku
- rzadziej: dyzuria, bóle stawów, wykwity skórne

## Interakcje
Zwiększają ryzyko uszkodzenia szpiku: paracetamol (zwiększa ryzyko wystąpienia neutropenii), kwas acetylosalicylowy, indometacyna, probenecyd (zmniejsza wydalanie leku przez nerki).

## Przeciwwskazania
- uczulenie na substancję
- współistnienie niedokrwistości i neutropenii[5]

## Preparaty
- preparaty proste:
  - Aziditin (Lachema) tabletki[5]
  - Retrovir (Burroughs) kapsułki[5]